# Katarina Simonović
Katarina Simonović, född 25 oktober 1994, är en serbisk simmare. 
Simonović tävlade i två grenar (200 och 400 meter frisim) för Serbien vid olympiska sommarspelen 2016 i Rio de Janeiro.